# Palpomyia sanctaeluciae
Palpomyia sanctaeluciae är en tvåvingeart som beskrevs av Meillon 1937. Palpomyia sanctaeluciae ingår i släktet Palpomyia och familjen svidknott. Inga underarter finns listade i Catalogue of Life.